# Балликасл (Антрим)
Баллика́сл (англ. Ballycastle, от ирл. Baile an Chaistil — город при замке) — малый город, столица района Мойл, находящийся в графстве Антрим Северной Ирландии.

## Демография
Балликасл определяется Northern Ireland Statistics and Research Agency (NISRA) как малый таун (то есть как город с населением от 4500 до 10 000 человек).